# Portretul unui actor: Toma Caragiu
Portretul unui actor: Toma Caragiu este un film românesc din 1984 regizat de Erich Nussbaum.